# Briony Glassco
Pour les articles homonymes, voir Briony et Glassco.
Briony Glassco est une actrice canadienne.

## Biographie
En 2016, elle tient l'un des rôles principaux de la saison 1 de la série télévisée The Girlfriend Experience.

## Filmographie
Sauf indication contraire, les informations mentionnées dans cette section peuvent être confirmées par la base de données cinématographiques IMDb,  présente dans la section « Liens externes ».

### Actrice

#### Cinéma
- 1989 : Patlabor de Mamoru Oshii : Noa (voix version anglophone)
- 1991 : Un baiser avant de mourir (A Kiss Before Dying) de James Dearden : la serveuse
- 1993 : Patlabor 2 de Mamoru Oshii : Noa Izumi (voix version anglophone)
- 2001 : Vengeance secrète (The Fourth Angel) de John Irvin : Maria Elgin
- 2004 : Esprit libre (Chasing Liberty) de Andy Cadiff : Photo Mother
- 2006 : One Way (en) de Reto Salimbeni : Stéphanie Mitchell
- 2008 : The Devil's Mercy (en) de Melanie Orr : Jennine
- 2012 : Foxfire : Confessions d'un gang de fille de Laurent Cantet : Mrs. Kellogg

#### Télévision

##### Séries télévisées
- 1989-1990 : Capital City (en) : Gail (14 épisodes)
- 1992 : The Bill : Saunders (saison 8, épisode 6)
- 1992 : Anglo Saxon Attitudes : Inge Middleton jeune (mini-série, 3 épisodes)
- 1993 : Jeeves and Wooster : Elizabeth (saison 4, épisode 1)
- 1994 : Under the Hammer (en) : Barbara Flecknow (saison 1, épisode 5)
- 1994 Taggart : Patricia Friel (saison 10, épisode 2 et 4)[2]
- 1994 : Drop the Dead Donkey (en) : Deen (saison 4, épisode 6)
- 1995 : The Tomorrow People  : Beth Halliday (5 épisodes)
- 1997 : Holding the Baby : Debbie (saison 1, épisode 3)
- 1997 : Pet Sematary: A Full Cast Dramatisation : ? (voix)
- 1998 : Berkeley Square : Lady Constance Lamson-Scribener (mini-série, 9 épisodes)
- 2000 : Le Dixième Royaume : la marchande (mini-série, 2 épisodes)
- 2003 : Night & Day (en) : Patrice (3 épisodes)
- 2004 : The Eleventh Hour (en) : ? (saison 2, épisode 9)
- 2004 : Sue Thomas, l'œil du FBI (Sue Thomas: F.B.Eye) : Debra K. Jensvold (saison 3, épisode 3)
- 2006 : At the Hotel (en) : adopting woman (saison 1, épisode 5)
- 2006 : Affaires d'États (The State Within) : Jennifer (5 épisodes)
- 2007 : Tell Me You Love Me : ? (saison 1, épisode 1)
- 2007 : Trapped (en) : Gillian Dacey (série télévisée documentaire, saison 1, épisode 5)
- 2008 : The Trojan Horse (en) : Mrs. Mighton (mini-série)
- 2011 : Rookie Blue : Barb (saison 2, épisode 8)
- 2014 : Saving Hope, au-delà de la médecine : la radiologiste (saison 2, épisode 12)
- 2014 : Degrassi : La Nouvelle Génération : la docteure (saison 14, épisode 1)
- 2016 : The Girlfriend Experience : Susan King (10 épisodes)

##### Téléfilms
- 1996 : Lord of Misrule de Guy Jenkin : la directrice
- 1999 : Citizen Welles (RKO 281) de Benjamin Ross : la scénariste
- 2003 : Le choix d'une vie (Hunger Point) de Joan Micklin Silver : Vicky Tayborn
- 2005 : Un ado en danger (Cyber Seduction: His Secret Life) de Tom McLoughlin : Beth
- 2006 : Trip de Eda Holmes : la policière (court métrage télévisé)
- 2006 : La Couleur du courage (Why I Wore Lipstick to My Mastectomy) de Peter Werner : Dr. Stachter
- 2008 : Anne of Green Gables: A New Beginning (en) de Kevin Sullivan : la secrétaire
- 2013 : The Great Martian War 1913–1917 (en) de Mike Slee : Alexandra Banham

### Scénariste
- 2006 : Trip (court métrage télévisé)

## Jeu vidéo
- 2015 : Assassin's Creed Syndicate : différents personnages (voix)